# Karlsborg (Kalix)
Karlsborg is een dorp binnen de Zweedse gemeente Kalix.
Het dorp ligt ten zuidoosten van Kalix. Al vanaf het begin van de 18e eeuw wordt hier handel gedreven. Karlsborg ligt op een landtong in de Botnische Golf, die een voorportaal vormt van de monding van de Kalixälven. Karlsborg is genoemd naar de familie Carlsborg, die hier een overslagbedrijf had.
Karlsborg ligt aan een afslag van de Europese weg 4 en vormt het eindpunt van de Kalixlijn, een goederentrein verbinding tussen Karlsborg en Morjärv, waar hij aansluit op de Haparandalijn naar Boden. De spoorlijn cirkelt bijna geheel om het havenstadje heen. Karlsborg maakt deel uit van VånaBorg, een samenwerkingsverband tussen Vånafjärden en Karlsborg.
Bestuurscentrum: Kalix (tätort)
Tätort: Båtskärsnäs · Bredviken · Gammelgården · Karlsborg · Morjärv · Nyborg · Påläng · Risögrund · Rolfs · Sangis · Töre
Småort: Åkroken · Björkfors · Börjelsbyn · Granholmen · Innanbäcken · Innanlandet · Kälsjärv · Lappbäcken · Målson · Månsbyn · Ryssbält · Siknäs · Storön · Stråkanäs · Sören · Vallen · Vånafjärden
Overig: Björkvattnet · Bjumisträsk · Bondersbyn · Brattlandet · Empoberget · Forsbyn · Granån · Grubbnäsudden · Grytnäs · Hällfors · Holmträsk · Hömyrfors · Kamlunge · Klinten · Korpikå · Långfors · Lantjärv · Marieberg · Moån · Östanfjärden · Östra Flakaträsk · Östra Granträsk · Övermorjärv · Räktjärv · Rian · Småkvarn · Sockenträsk · Stora Lappträsk · Storsien · Tjäruträsk · Törböle · Törefors · Västannäs · Västra Flakaträsk · Vitvattnet ·